# Fohlenhof Ebbs

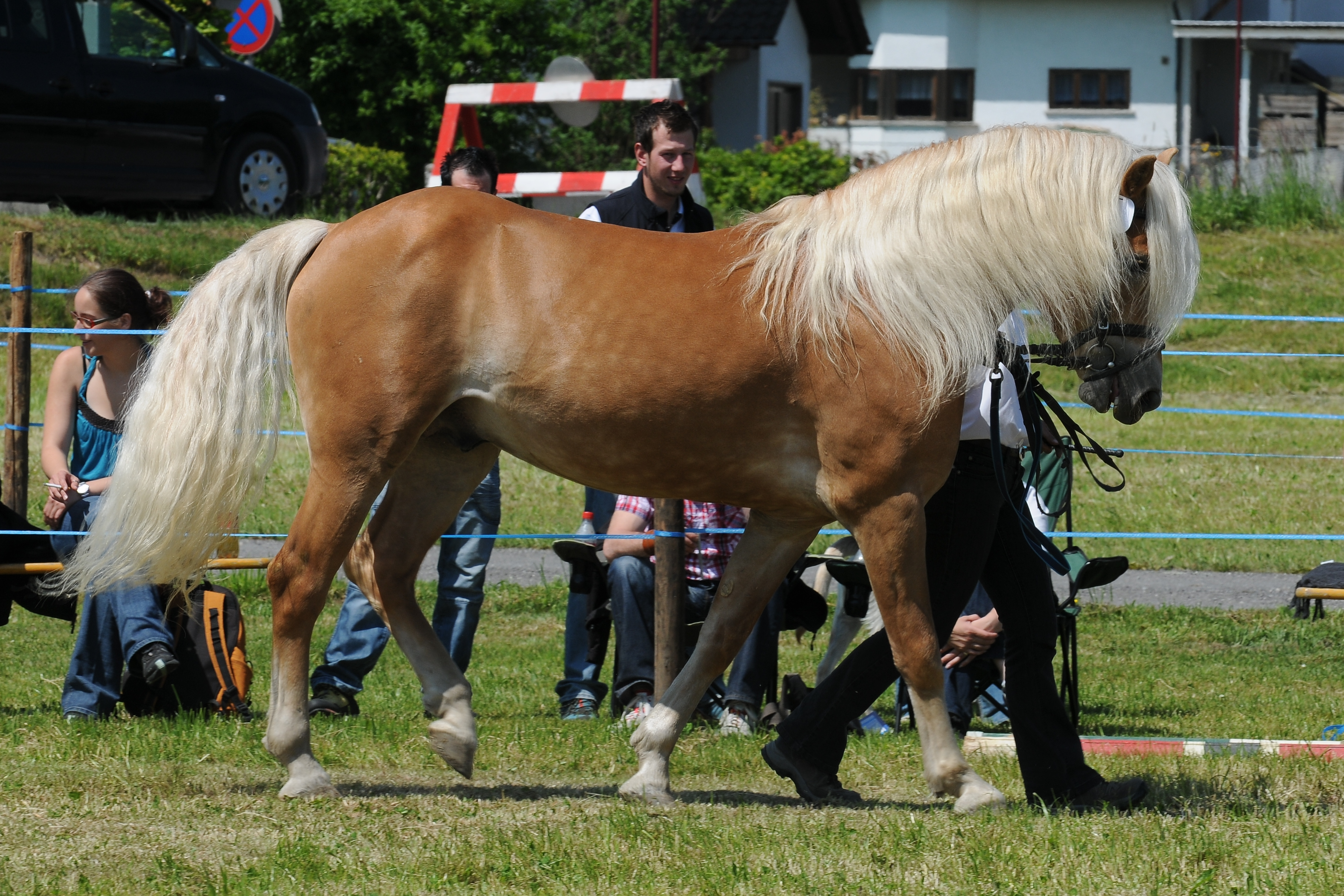
Deckhengst vom Fohlenhof Ebbs

Der Fohlenhof Ebbs in der Gemeinde Ebbs im Bezirk Kufstein in Tirol ist ein Gestüt mit einem Museum vom Haflinger Pferdezuchtverband Tirol für die Pferderasse Haflinger.

## Geschichte
1947 wurde im Schloss Wagrain in Ebbs ein Hengstaufzuchtshof der Haflinger von jährlich ca. 25 Junghengsten aus allen 7 Blutlinien eingerichtet. In den weiteren Jahren wurde ein Teil des Schlossgutes erworben und auf ca. 10 ha erweitert. In den 1950er Jahren wurde die Hengstalm mit ca. 30 ha käuflich erworben und die Hochalm mit ca. 50 ha in Dauerpacht genommen. In den 1970er Jahren erfolgte die Errichtung einer Reithalle und eines Hotelgebäudes mit dem Verwaltungszentrum des Pferdezuchtverbandes. 1993 wurde für das Reit- und Fahrzentrum eine Arena mit 3500 Sitzplätzen errichtet.

## Haflinger-Museum
Im Museum werden historische Kutschen und Schlitten ausgestellt. Einige Exponate sind aus der Werkstatt von Jacob Lohner in Wien. Alte Tragsättel, Holzschlitten und Leiterwagen werden bei diversen Schauprogrammen gezeigt. So wurden alte originale Reitsättel 1971 für den Film Das vergessene Tal verwendet. Daneben beinhaltet die Sammlung auch alte Bauerngerätschaften wie zum Beispiel Pflüge, Eggen und Sämaschinen, welche mit Pferden geführt wurden.
Das Museum führt eine Sammlung von Pokalen und Preisen von Zuchtveranstaltungen.